# Jumana El Husseini
Jumana El Husseini (n. Jerusalén, Mandato Británico de Palestina, 1932-2018) es una pintora palestina y escultora residente actualmente en París. Ha sido acreedora de diversos premios, teniendo un extenso registro de exhibiciones a nivel internacional.
Estudió pintura, escultura y cerámica en Beirut y París, siendo conocida por realizar pinturas figurativas de mujeres palestinas y viviendas de forma geométrica en Jerusalén y Jericó. Su estilo acapara desde formas realistas hasta geométricas y, desde 1987, incluye lo abstracto, con trazos ondulatorios que evocan a la caligrafía árabe.